# Kościół w Buttle
Kościół w Buttle – świątynia należąca do diecezji Visby Kościoła Szwecji. Znajduje się w centralnej części Gotlandii.

## Architektura
Miejscowa świątynia jest jednym z lepiej zachowanych kościołów romańskich na Gotlandii. Najstarszymi jej częściami, datowanymi na połowę XII wieku, są zachodnia część prezbiterium i nawa. Wieżę dobudowano około 1220 roku. Oryginalną absydę rozebrano w połowie XIV wieku i zastąpiono obecną w stylu gotyckim. Okna w nawie powstały w latach 1882–1883.

## Wnętrze

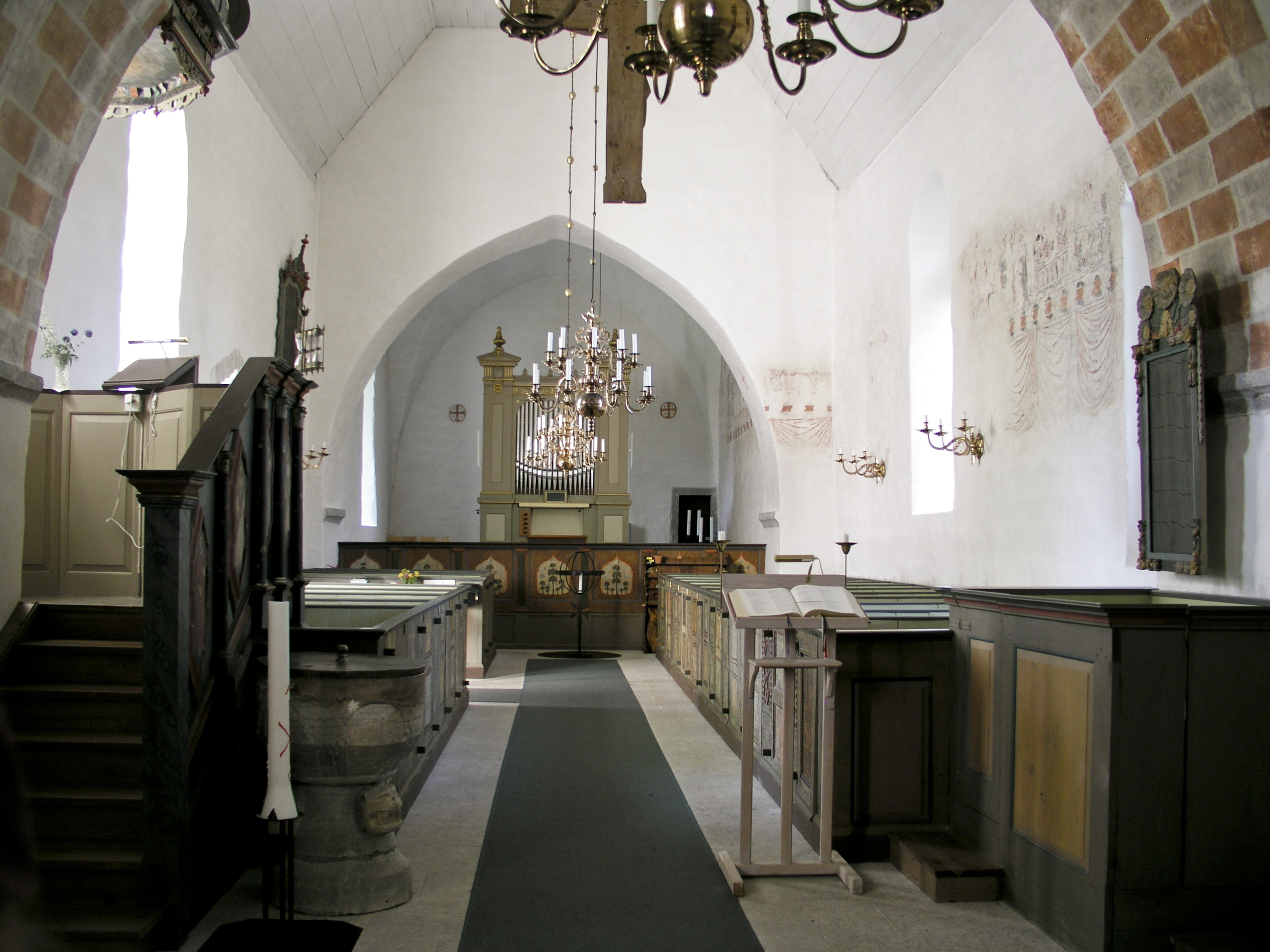
Wnętrze

Wnętrze świątyni zdobią średniowieczne freski. W nawie widnieje nieco uszkodzone przedstawienie męki Chrystusa. Freski w wieży przedstawiają św. Jerzego walczącego ze smokiem, św. Marcina z Tours oraz eschatologiczną scenę ważenia dusz. Wszystkie malowidła znajdujące się w kościele przypisuje się Mistrzowi Męki Pańskiej lub jego warsztatowi.
W świątyni zachowało się także kilka średniowiecznych elementów wyposażenia. Tutejszy krzyż triumfalny jest jednym z najstarszych tego typu zabytków na Gotlandii i pochodzi z końca XII wieku. Przypuszcza się, że wykonał go lokalny artysta, jednak widać w nim wpływy sztuki niemieckiej tamtego okresu. Ołtarz jest XV-wieczny. Znajduje się w nim wyrzeźbiona scena ukrzyżowania wraz z czterema świętymi. Z połowy XIII wieku pochodzi chrzcielnica. Ławki wykonano w stylu ludowego baroku. Ambonę datuje się na początek XVIII wieku. Została ona ozdobiona malowidłami w 1780 roku przez Johana Wellera.